# À travers Lausanne
À travers Lausanne era una carrera ciclista que se disputaba anualmente en Suiza, alrededor de la ciudad de Lausanne.
La prueba comenzó a disputarse en 1940 y se dejó de disputar en 2001. El corredor que más veces se ha impuesto es el holandés Joop Zoetemelk, con cinco victorias.

## Palmarés
| Año       | Ganador             | Segundo                | Tercero                 |
| --------- | ------------------- | ---------------------- | ----------------------- |
| 1940      | Ferdi Kübler        | Émile Vaucher          | Robert Lang             |
| 1941      | Ferdi Kübler        | Ernest Kuhn            | Hans Knecht             |
| 1942      | Ferdi Kübler        | Kurt Zaugg             | Alfred Vock             |
| 1943      | Hans Knecht         | Alfred Vock            | Ernest Kuhn             |
| 1944      | Louis Garzoli       | Gottfried Weilenmann   | Alberto Boffa           |
| 1945      | Ferdi Kübler        | Gottfried Weilenmann   | Fermo Camellini         |
| 1946      | Fermo Camellini     | Paul Giacomini         | Jean de Gribaldy        |
| 1947      | Fausto Coppi        | Fermo Camellini        | Fritz Schaer            |
| 1948      | Jean Robic          | Paul Giacomini         | Jean de Gribaldy        |
| 1949      | Fritz Schaer        | Jean de Gribaldy       | Lucien Lazaridès        |
| 1950-1966 | No se disputó       | No se disputó          | No se disputó           |
| 1967      | Raymond Poulidor    | Eddy Merckx            | Julio Jiménez           |
| 1968      | Eddy Merckx         | Felice Gimondi         | Raymond Poulidor        |
| 1969      | Herman Van Springel | Martin Van Den Bossche | Franco Bitossi          |
| 1970      | Eddy Merckx         | Raymond Poulidor       | Gianni Motta            |
| 1971      | Luis Ocaña          | Eddy Merckx            | Joaquim Agostinho       |
| 1972      | Eddy Merckx         | Bernard Thévenet       | Joop Zoetemelk          |
| 1973      | Eddy Merckx         | Felice Gimondi         | Raymond Poulidor        |
| 1974      | Giuseppe Perletto   | Felice Gimondi         | Wladimiro Panizza       |
| 1975      | Joop Zoetemelk      | Eddy Merckx            | Giuseppe Perletto       |
| 1976      | Joop Zoetemelk      | Bernard Thévenet       | Willi Lienhard          |
| 1977      | Joop Zoetemelk      | Johan De Muynck        | Bernard Thévenet        |
| 1978      | Joop Zoetemelk      | Bernard Hinault        | Giuseppe Perletto       |
| 1979      | Joop Zoetemelk      | Gottfried Schmutz      | Bernard Hinault         |
| 1980      | Gottfried Schmutz   | Stefan Mutter          | Gilbert Duclos-Lassalle |
| 1981-1995 | No se disputó       | No se disputó          | No se disputó           |
| 1996      | Tony Rominger       | Oscar Camenzind        | Laurent Dufaux          |
| 1997      | Laurent Dufaux      | Marco Pantani          | Beat Zberg              |
| 1998      | Marco Pantani       | Bobby Julich           | Pascal Richard          |
| 1999      | Alex Zülle          | Laurent Dufaux         | Stefano Garzelli        |
| 2000      | Daniel Schnider     | Oscar Camenzind        | Laurent Dufaux          |
| 2001      | Cadel Evans         | José Luis Rubiera      | Laurent Dufaux          |

## Palmarés por países
| País         | Victorias |
| ------------ | --------- |
| Suiza        | 11        |
| Italia       | 5         |
| Bélgica      | 5         |
| Países Bajos | 5         |
| Francia      | 2         |
| España       | 1         |
| Australia    | 1         |